# Ancyromonadida
Ancyromonadida – grupa, rodzina lub klad (w zależności od autora) eukariontów o niepewnej przynależności systematycznej.
Osobniki należące tutaj charakteryzują się grzbietowo-brzusznym spłaszczeniem ciała, posiadaniem rostrum z extrosomami po lewej stronie ciała. Dodatkowo posiadają 2 wici umieszczone każda oddzielnie w innej kieszonce.
Należy tutaj:
- Ancyromonas